# Josef Arndgen

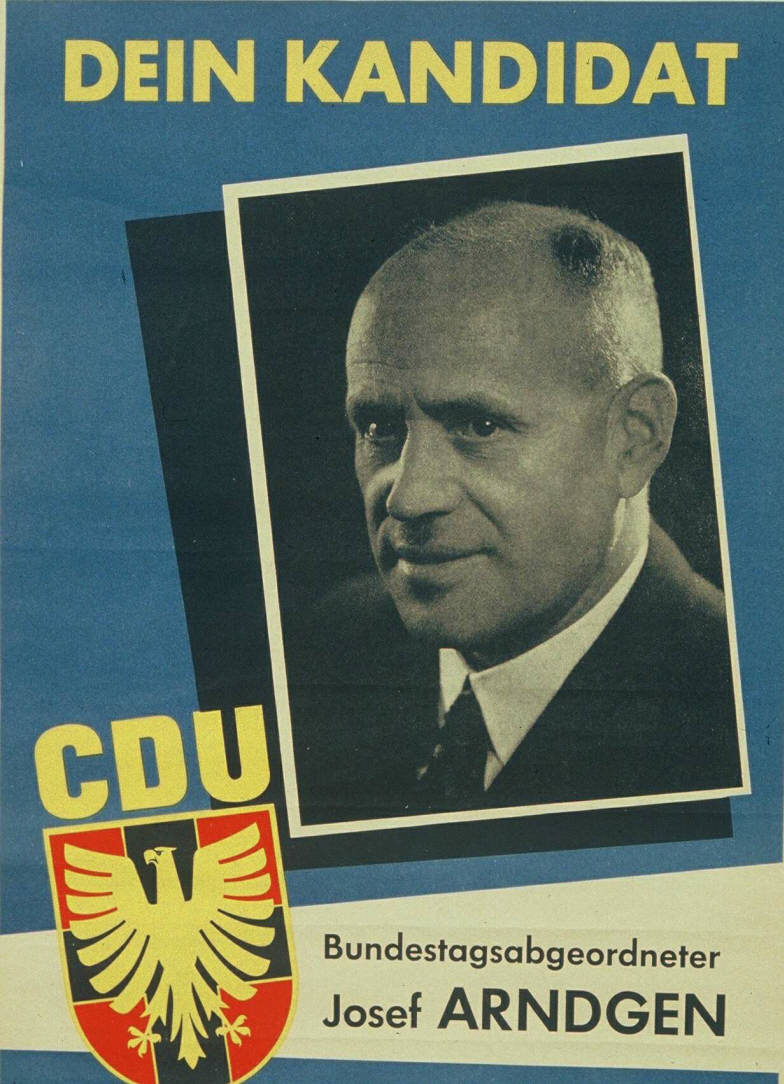
Kandidatenplakat Josef Arndgens zur Bundestagswahl 1953

Josef Arndgen (* 24. Februar 1894 in Rheydt; † 20. September 1966 in Wiesbaden) war ein deutscher Politiker der CDU.

## Leben und Beruf
Arndgen besuchte die Volksschule, war gelernter Stuckateur und arbeitete ab 1912 in einer Schuhfabrik als Lederarbeiter. Er gehörte zu den wenigen bekennenden Katholiken, die in der Weimarer Republik zunächst nicht in der katholischen, sondern der weltlichen Arbeiterbewegung aktiv waren. Er wurde nach dem Ersten Weltkrieg Vorsitzender des ADGB für Hessen und die preußische Provinz Hessen-Nassau. 1930 wechselte er dann in die katholische Arbeiterbewegung und wurde 1931 Reichsvorsitzender des Zentralverbandes christlicher Lederarbeiter Deutschlands. Nach dem Verbot der Gewerkschaften durch die Nationalsozialisten wurde er mehrfach verhaftet. Er arbeitete in jener Zeit als Lebensmittelkaufmann.
Nach dem Zweiten Weltkrieg war Arndgen am Wiederaufbau der Gewerkschaften im Land Hessen beteiligt. 
1952 bis 1954 war er Bundeswahlbeauftragter für die Sozialwahlen.

## Partei
1931 trat Arndgen der Zentrumspartei bei, der er bis zur Auflösung 1933 angehörte. Nach dem Zweiten Weltkrieg beteiligte er sich an der Gründung der CDU in Frankfurt am Main.

## Abgeordneter
Von 1946 bis 1949 war Arndgen Landtagsabgeordneter in Hessen.
Seit der ersten Bundestagswahl 1949 gehörte Arndgen bis 1965 als direkt gewählter Abgeordneter des Wahlkreises Limburg dem Deutschen Bundestag an. Er war stellvertretender Vorsitzender der Bundestagsausschüsse für Sozialpolitik (1949–1957) bzw. Kriegsopfer- und Kriegsgefangenenfragen (1949–1953). Von 1957 bis zum 13. November 1958 war er Vorsitzender des Bundestagsausschusses für Arbeit. Vom 28. Oktober 1958 bis 1965 war Arndgen stellvertretender Vorsitzender der CDU/CSU-Bundestagsfraktion. Von 1949 bis 1965 war er auch Vorsitzender der Arbeitnehmergruppe der CDU/CSU-Fraktion.
1959 gehörte er mit Carlo Schmid (SPD), Walther Kühn (FDP) und Ludwig Schneider (DP) nach dem Unfalltod des Abgeordneten Josef Gockeln, dessen Hinterbliebene zu Sozialfällen wurden, zu den Initiatoren einer Alters-, Invaliditäts- und Hinterbliebenenversorgung für Abgeordnete.

## Öffentliche Ämter
Vom 7. Januar 1947 bis zum 9. November 1949 war Arndgen hessischer Staatsminister für Arbeit und Wohlfahrt.